# Samardunsmyg
Samardunsmyg (Micromacronus leytensis) är en fågel i familjen cistikolor inom ordningen tättingar.

## Utbredning och systematik
Fågeln återfinns i södra Filippinerna på öarna Leyte och Samar. Tidigare betraktades den okontroversiellt vara en timalia. Genetiska studier visar dock förvånande nog att den är släkt med cistikolor.

## Status
IUCN placerar arten i kategorin nära hotad.